# Slag bij Dinwiddie Court House
De Slag bij Dinwiddie Court House was een schermutseling in de Appomattox-veldtocht die voorafging aan de Slag bij Five Forks.
Op 29 maart 1865 had generaal Philip H. Sheridan het bevel ontvangen om met het II korps, het V korps en het cavaleriekorps de rechterflank van Robert E. Lee's verdedigingslinie bij Petersburg aan te vallen. De opmars werd vertraagd door zware regenval, waardoor de wegen in modderpoelen veranderden. Op 31 maart stootte de Noordelijke voorhoede op de Zuidelijke cavalerie onder leiding van generaal-majoor William Henry Fitzhugh Lee. Deze werd ondersteund door infanterie onder leiding van George Pickett. Sheridan's eenheden werden terug gedrongen in een linie rond het stadje Dinwiddie Court House. Dit vertraagde de opmars van Sheridan aanzienlijk. Toch was er nog hoop. Noordelijke versterkingen waren op weg om Sheridan te helpen. Pickett trok bij het zien van de vijandelijke versterkingen zich terug naar het strategisch belangrijk kruispunt Five Forks. Pickett kreeg het bevel van Lee om dit kruispunt te allen koste te verdedigen.